# Red Natura 2000
La Red Natura 2000 es una red de áreas de conservación diseñadas por la Comisión Europea para la protección de la biodiversidad en la Unión Europea. Consta de Zonas Especiales de Conservación (ZEC), designadas de acuerdo con la Directiva Hábitat, así como de Zonas de Especial Protección para las Aves (ZEPA) establecidas en virtud de la Directiva Aves. 
Su finalidad es asegurar la supervivencia a largo plazo de las especies y los hábitats más amenazados de Europa, contribuyendo a detener la pérdida de biodiversidad ocasionada por el impacto adverso de las actividades humanas. Es el principal instrumento para la conservación de la naturaleza en la Unión Europea.
Esta red de espacios coherentes se fundamenta en la política de conservación de la naturaleza de la Unión Europea según su Directiva de Hábitats, que complementa la Directiva de Aves de 1979.
La red consolida en Europa un ecosistema y una gestión en red de espacios protegidos de interés comunitario. Este enfoque, ya evocado y perseguido por la Directiva de Aves en 1979, se retoma en el texto de la Directiva de Hábitats, y se aplica en la práctica a través de la creación de Natura 2000.
Aquí el concepto de red ecológica toma toda su dimensión, puesto que los movimientos de las poblaciones de fauna y flora deben ser considerados para la designación de los sitios y el desarrollo de DOCOB. Así pues, la Directiva sobre hábitats exige que los Estados miembros favorezcan la coherencia global y el buen funcionamiento de la red Natura 2000 mediante el mantenimiento de los elementos del paisaje, «que son de gran importancia para la vida silvestre».
Es importante hacer un esfuerzo de cooperación. La gestión se realiza en colaboración con los agentes locales. Natura 2000 no está destinada a ser un adorno que se pone en los espacios naturales, sino a participar y, a menudo, promover las actividades humanas tradicionales ya existentes, junto con la conservación del patrimonio natural local. Así, el preámbulo de la Directiva establece que:«su objetivo principal es promover el mantenimiento de la diversidad biológica, teniendo en cuenta los derechos económicos, sociales, culturales y regionales, contribuir al objetivo general de un desarrollo sostenible, que el mantenimiento de esta biodiversidad podrá en determinados casos requerir el mantenimiento o incluso el aliento, de las actividades humanas».
La Red Natura 2000 incluye, a diciembre de 2009, un total de 25 828 lugares de la Unión Europea, todos ellos calificados como LIC/ZEC y ZEPA y espacios bajo ambas categorías. En total se cubre un área de 754 710 km², lo que supone un 17,6 % de la superficie total de la Unión Europea, más 167 561 km² de entorno marino.
Cada Estado miembro de la Unión Europea se encarga de presentar los lugares de importancia comunitaria que considera suficientes para garantizar la conservación de los hábitats y especies de interés comunitario (recogidos en los anexos I y II de la Directiva Hábitats), creándose de esta forma una red de espacios en los que se asegurará la conservación de los mismos.

## Antecedentes
Para conocer los antecedentes de la Red Natura 2000, hay que retroceder en el tiempo al año 1979. En ese año se establecieron sus bases mediante el Convenio relativo a la Conservación de la Vida Silvestre y del Medio Natural de Europa, posteriormente ratificado por la Unión Europea. Este documento, más conocido como Convenio de Berna, pretende fomentar la cooperación de los estados adheridos para garantizar la conservación de la flora y de la fauna silvestre, y de sus hábitats naturales, con especial mención de las especies migratorias vulnerables y amenazadas de extinción. Esta filosofía fue asumida en la Directiva de Aves de 1979 y ampliada en la Directiva de Hábitats de 1992 mediante la que se establece la Red Natura 2000.
Con posterioridad, en 2001 el Consejo Europeo de Gotemburgo y en 2006 la Comisión Europea, adoptaron el compromiso de detener antes de 2010 la pérdida de la biodiversidad en su territorio, como factor clave para el desarrollo sostenible. En este sentido, la Red Natura 2000 es uno de los pilares fundamentales del plan de acción emprendido por la Unión Europea para el cumplimiento de este compromiso.
La Red Natura 2000 desempeña por tanto un papel crucial en la protección de la biodiversidad de la Unión Europea frente al impacto de las actividades desarrolladas por sus ciudadanos. Su finalidad es garantizar la biodiversidad mediante la conservación de la flora y la fauna silvestre y de sus hábitats naturales en Europa, bien mediante su mantenimiento o bien mediante el restablecimiento a su estado de conservación favorable. Para ello se ha establecido una gran red de espacios naturales a nivel europeo con unos objetivos específicos de conservación.

## Historia
Natura 2000 es una red europea creada por la Directiva 92/43/CEE sobre la conservación de los hábitats naturales de fauna y flora silvestres (más conocida como Directiva de Hábitats), de 21 de mayo de 1992. Debe permitir alcanzar los objetivos establecidos por el Convenio sobre la Diversidad Biológica, aprobado en la Cumbre de la Tierra en Río de Janeiro en 1992. La formación de la red estaba, en principio, prevista para junio de 2004. Los Estados miembros debían seleccionar los sitios naturales de su territorio que habían de formar la red, y tener en junio de 1995 una lista nacional de lugares previstos para la formación de la red Natura 2000. En junio de 1998 debería completarse la segunda fase del establecimiento de Natura 2000, la selección final de los lugares de importancia comunitaria (LIC), que luego se integrarán en la red Natura 2000 bajo la designación definitiva de Zonas de Especial Conservación (ZEC).
Natura 2000-2010
Desde el año 2001 y el sexto programa de acción para el medio ambiente, los Estados miembros de la Unión Europea se han comprometido a detener la pérdida de biodiversidad antes de 2010, a través de la red Natura 2000, a conseguir la integración de la diversidad biológica en las áreas de la pesca, la agricultura, la silvicultura, el establecimiento de un plan de comunicación, y nuevos instrumentos normativos, respondiendo así al cumplimiento de los compromisos asumidos por las partes presentes en el Convenio de Johannesburgo sobre el Desarrollo Sostenible de 2002.
Para alcanzar este objetivo, el Comité, bajo la Presidencia irlandesa, se reunió en mayo de 2004 en Malahide. El resultado de este acuerdo, comúnmente llamado el "mensaje Mahalide", tuvo como objetivo completar la red Natura 2000 de la tierra en 2005, para designar espacios marinos en el 2008 y tratar de establecer objetivos de gestión para todos los lugares Natura 2000 en 2010. Si se cumplen todos los objetivos, la red deberá cubrir el 18 % del territorio de la UE-25.
Para reforzar la protección de Natura 2000, la Directiva sobre responsabilidad ambiental, se basó en el principio de quien contamina paga la legislación ambiental debía estar concluida antes de 2007. Obligaría al autor a compensar los daños y a restaurar los hábitats y las especies afectadas.
Uno de los objetivos para 2010 es desarrollar la Red ecológica paneuropea y la red Natura 2000 en sus aspectos marinos. La Comisión Europea ha elaborado las líneas de actuación de la red Natura 2000 en el mar.
Como tal, después del Consejo de Ministros del 5 de noviembre de 2008, 76 nuevos espacios marinos con una superficie de 24 000 km² en las tres fachadas marítimas, han sido incluidos en la red Natura 2000. Los decretos de 31 de octubre de 2008 designaron 13 sitios que han sido publicados en J.O. de 07-11-2008.

## Funcionamiento de la red

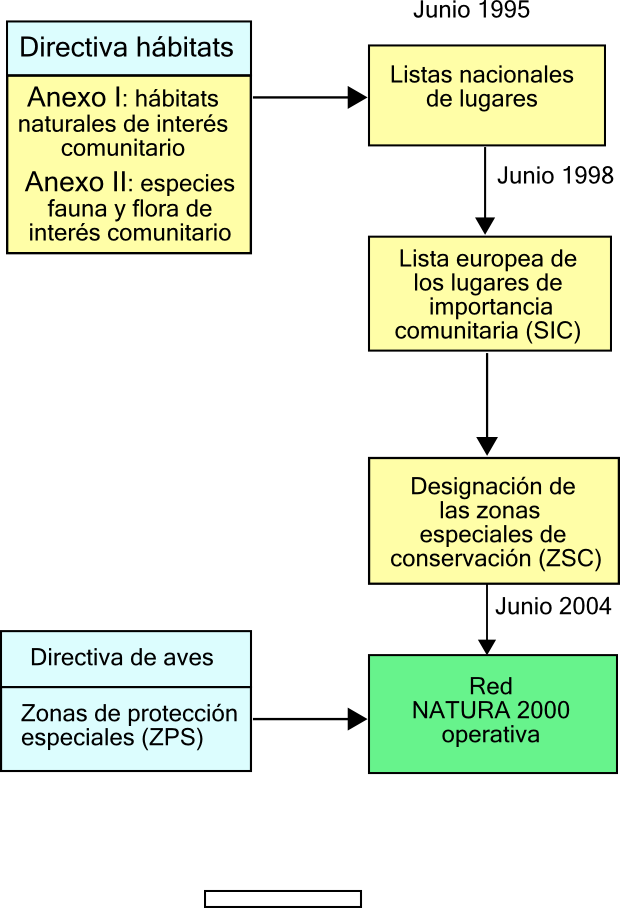
Cronología prevista y método de formación de la red Natura 2000.

### Dos tipos de áreas protegidas
Dos tipos de sitios intervienen en los espacios Natura 2000: Zona de Especial Protección para las Aves (ZEPA) y Zona de Especial Conservación (ZEC).
Zona de Especial Protección para las Aves (ZEPA)
Una zona de especial protección para las aves (ZEPA) es una categoría de área protegida catalogada por los Estados miembros de la Unión Europea como «zonas naturales de singular relevancia para la conservación de la avifauna amenazada de extinción», de acuerdo con lo establecido en la directiva comunitaria 79/409/CEE y modificaciones subsiguientes («Directiva sobre la Conservación de Aves Silvestres» de la UE).
La convención parte del reconocimiento de que las aves del territorio europeo son patrimonio común y han de ser protegidas a través de una gestión homogénea que conserve sus hábitats. Bajo la Directiva, los Estados miembros asumen la obligación de salvaguardar los hábitats de aves migratorias y ciertas aves particularmente amenazadas.
En las zonas de protección se prohíbe o limita la caza de aves, en sus fechas y sus técnicas; se regula la posible comercialización; y los estados están obligados a actuar para conservar las condiciones medioambientales requeridas para el descanso, reproducción y alimentación de las aves.
Junto con las zonas especiales de conservación (ZEC), las ZEPA forman una red de lugares protegidos por toda la Unión Europea, llamada Natura 2000.
Zona Especial de Conservación (ZEC)
Las zonas especiales de conservación (ZEC) son áreas de gran interés medioambiental para la conservación de la diversidad, las cuales han sido designadas por los Estados miembros de la Unión Europea para integrarse dentro de la Red Natura 2000. Los territorios ZEC han debido ser previamente Lugares de Importancia Comunitaria, y complementan la protección otorgada por las Zona de Especial Protección para las Aves, que emanan de un directiva europea anterior, del año 1979, actualizada por la Directiva 2009/147/CE.

## Financiación
El texto de la Directiva de Hábitats establece que la gestión y ejecución de las medidas de protección y gestión del sitio puede imponer una carga financiera demasiado grande para algunos estados (simplemente por la distribución desigual de los lugares de importancia comunitaria dentro de la UE). En este caso, está prevista una cofinanciación entre los Estados miembros y la Comunidad.
En términos generales, la financiación de Natura 2000 y los contratos con los usuarios puede ser garantizada por una o más fuentes. Con el ejemplo de Francia puede tratarse de: la financiación nacional de gestión de los espacios naturales, los fondos propios de Natura 2000 en el marco del proyectos de contratos Estado - región, del Fondo Europeo de Orientación y de Garantía Agrícola (FEOGA), los fondos Life-Naturaleza. Este último también está dedicado sobre todo a los proyectos más interesantes de Natura 2000, y ayudó, por ejemplo, a establecer la cría en cautividad del lagarto gigante de La Gomera, (Gallotia simonyii gomerana) que se creía extinguida, la protección de los hábitats en Hungría de la víbora de Orsini húngara, la protección y restauración de prados y humedales en los Alpes austriacos, la redacción de los planes de gestión de muchos sitios Natura 2000, etc.
La UE alienta las APP (asociaciones público-privadas) y concede premios llamados «Socio de la red Natura 2000» (Natura 2000, programa de remuneración de socios) para la gestión asociada de la red Natura 2000 y la comunicación de sus resultados. La Comisión ha propuesto crear una plataforma europea técnica sobre el tema de las empresas y la diversidad biológica.

## Directivas
La Directiva de Aves (más formalmente conocida como la Directiva 2009/147/CE del Parlamento Europeo y del Consejo de 30 de noviembre de 2009 relativa a la conservación de las aves silvestres) es una directiva de la Unión Europea adoptada en el año 2009. Reemplaza a la Directiva 79/409/CEE del Consejo, de 2 de abril de 1979, relativa a la conservación de las aves silvestres, modificada en varias ocasiones y de forma sustancial, por lo que, en aras de la claridad, se consideró conveniente proceder a la codificación de dicha Directiva en el año 2009. Es una de las dos directivas de la Unión Europea en relación con la vida silvestre y la conservación de la naturaleza, siendo la otra la llamada Directiva de Hábitats.
Su propósito es proteger todas las aves silvestres europeas y los hábitats de una serie de especies, en particular a través de la designación de zonas de especial protección (ZEPA).

## Natura 2000 en el mar
Cada Estado miembro con fachada litoral debe designar a mediados del 2008 una red coherente y suficiente de hábitats naturales y de especies de interés comunitario presentes en el espacio marítimo. Para ayudar a formarla, la Comisión Europea publicó una guía de aplicación de Natura 2000 en el mar especificando los aspectos jurídicos y políticos (directiva marco del agua, política marítima europea, convenciones regionales e internacionales ...); las definiciones y la identificación (por país) de las especies y los hábitats de importancia comunitaria; las elementos para localizar, evaluar y seleccionar los sitios; las medidas de gestión a proponer y los vínculos con la política pesquera comunitaria.
La gestión debe tener en cuenta las exigencias económicas, sociales y culturales que conlleve su implantación.

La Comisión también insta a los Estados miembros a corregir las lagunas en sus conocimientos científicos y a mejorar la representatividad de la red marina.

## Gestión de los sitios por las autoridades de los Estados miembros
La Directiva de Hábitats, no impone ningún método a utilizar para la designación de los sitios o el tipo de gestión a utilizar, cada Estado miembro podrá utilizar los métodos que desee. La reglamentación varía así de un Estado a otro:
- Estrategias para la compra de tierras (Dinamarca, Países Bajos);
- Planes de gestión que requieren trabajos de restauración (Bélgica en Valonia);
- Planes de gestión para regular el tráfico durante un período determinado (Bélgica en Flandes);
- Gestión que requiere el uso de permisos para llevar a cabo determinadas actividades (Finlandia).

La mayoría de los países tratan de usar medidas agro-medioambientales para las actividades agrícolas en el ámbito de los sitios de Natura 2000, completadas en algunos países por un contrato adicional.
La gestión puede ser centralizada, como en algunos países del norte de Europa, o descentralizada, como en Francia, o confiada a los organismos regionales para el medio ambiente, o a los municipios (en el caso de Suecia). Grecia, en lo que a ella compete, ha creado entidades privadas, pero controladas por el Estado para administrar sus sitios.

### Alemania
En Alemania, el establecimiento de Natura 2000 está organizado en torno a los Länder, que tienen sus propias leyes en esta materia. Una lista inicial de sitios es recopilada por los Länder, en los que se pone en marcha un primer debate. Esta lista se transmitirá a nivel federal, incluyendo la garantía de un asesoramiento científico, y se lleva a cabo un segundo debate entre los distintos departamentos ministeriales. Las observaciones de estos debates, vuelven a los Länder, que toman decisiones sobre el emplazamiento de los sitios. Una vez designados, el tipo de gestión depende todavía de los Estados federados, que pueden elegir el método reglamentario, contractual o mixto.
La red de Natura 2000 en Alemania es muy rica, con más de 5.200 sitios, pero también está más fragmentada que la red francesa. Abarca aproximadamente el 14% de la superficie terrestre de Alemania, los sitios se desglosan así:
- 4.617 zonas especiales de conservación, para una superficie que representa el 9,4% de la superficie terrestre nacional.
- 638 Zonas de Protección Especial, con una superficie del 9,4% de la superficie terrestre nacional.

En el medio ambiente marino están propuestas alrededor de 2 millones de hectáreas (más de 40% del territorio marítimo de Alemania), de las cuales 945.000 fuera de las 12 millas.
Aunque muy numerosos, los lugares Natura 2000 en Alemania son relativamente pequeños, fragmentados y sin zonas que sirvan de tampón o defensa.

### Bélgica
En Flandes son 39 los sitios que han sido propuestos con 101.891 hectáreas de extensión y actualmente hay 25 más en curso con 98.243 hectáreas.
En Valonia el «decreto Natura 2000» para el establecimiento de Natura 2000 data del 28 de noviembre de 2001 (publicado en enero de 2002, pero no ha sido hasta 7 años más tarde (octubre de 2008) cuando el gobierno aprobó el proyecto de designación de los ocho «lugares Natura 2000» (3700 hectáreas sobre 220.945 hectáreas propuestas inicialmente, en cerca de 26 municipios).
- Cuenca del Arroyo Messancy (BE34062)
- Cuenca del Valle de Biran (BE35036)
- Cuenca del bosque de Anthisnesy de Esneux (BE33015)
- Cuenca de la parte superior del valle del río Our y sus afluentes (BE33062)
- Cuenca media del Ourthe occidental (BE34031)
- Cuenca del valle del río Haine de Mons (BE32014); albergan hábitats de interés europeo en los medios situadas en depresiones, debido a las actividades mineras (lagos eutróficos naturales con vegetación Magnopotamion o Hydrocharition.
- Cuenca del valle del Orneau (BE35002)
- Cuenca del valle del Villers-la-Bonne-Eau (BE34040).

### España
En España son las comunidades autónomas las que tienen las competencias en la declaración y gestión mediante los correspondientes instrumentos de planificación de estos espacios y darán cuenta al Ministerio de Medio Ambiente a efectos de presentar el preceptivo informe cada seis años a la Comisión Europea. El Estado se encarga de la gestión de las ZEC y las ZEPA marinas.
La contribución española a la RN2000 es muy relevante, con cerca de un 22,93 % de su territorio declarado LIC o un 19,94 % en concepto de ZEPA. Es por tanto, uno de los países europeos que aporta una mayor superficie al conjunto de la Red.
En 2020 se denuncian mala gestión e incumplimientos sistemáticos que podrían obligar a España a la devolución de las ayudas percibidas y no recibir financiación en el futuro.

### Francia
Cada lugar Natura 2000 es gestionado por un administrador designado al crear el sitio. Solo puede tratarse de una colectividad territorial o de una agrupación de autoridades locales relacionadas con el sitio. Si no hay ninguna comunidad que se haga cargo, será el prefecto quien se encargue de hacerlo. Un comité directivo («Copil»), equivalente a la comisión consultiva de una reserva natural, es responsable de garantizar la correcta aplicación y buen funcionamiento de la gestión del sitio. Se compone de todas las partes interesadas: las asociaciones, los agricultores, las comunidades, los gobiernos, los cazadores, pescadores, etc.
El gerente, llamado operador técnico, es la persona encargada de la animación de la comisión directiva, y de la redacción de un documento muy importante para el sitio: el documento de objetivos (comúnmente llamado DOCOB). Este documento expone el estado de la riqueza natural y socioeconómica antes de establecer los objetivos de gestión de la reserva para la conservación del patrimonio natural, la información y la sensibilización del público, el trabajo realizado en colaboración con los actores locales, (en definitiva, es una lista de los objetivos de la gestión y el calendario y los medios utilizados para lograr los objetivos a alcanzar). El operador cuenta para la redacción de la consulta del DOCOB con la asistencia técnica de los libros hábitats, obra de síntesis de libros de conocimientos científicos sobre los hábitats y de las especies designadas por la Directiva de Hábitats, Fauna, Flora, y los métodos de gestión de la conservación y el estado de conservación de estos hábitats y especies. El DOCOB también incluye la lista de los «contratos tipo» Natura 2000, contratos que se pueden aplicar en el sitio. El documento se pone a disposición del público en todos los municipios del territorio.
Para los proyectos de envergadura que no estaban incluidos inicialmente en el DOCOB, está previsto por la Directiva de Hábitats un procedimiento para evaluar el impacto en el sitio (ya sea una ZPE o una ZEC). Si el proyecto puede tener un impacto lo suficientemente grande, se cancela, a menos que se haga una excepción por razones imperativas de interés público (salud y seguridad pública, beneficio económico y social vital, o beneficio medioambiental indirecto).
Hay dos tipos de «contratos Natura 2000», uno para las tierras agrícolas y otro para las tierras no agrícolas. Para las tierras agrícolas son los MAETER, (Medidas Agroambientales Territorializadas). Estos contratos son el equivalente de los contratos de la agricultura sostenible, pero para los espacios Natura 2000. La remuneración del contratista, que presta el Estado y la Unión Europea, es proporcionada por el (Centro Nacional para el desarrollo de las estructuras agrícolas: CNASEA). Para los otros propietarios el Contrato Natura 2000 pasa directamente al Estado, y es financiado por el Ministerio de Medio Ambiente (FGMN).
El contrato define la naturaleza y la forma de las ayudas estatales y los servicios que deben prestarse a cambio por el receptor. Un contrato Natura 2000 indica la lista de «buenas prácticas agrícolas y medioambientales» que el contratista se compromete a aplicar, y la descripción de los compromisos que yendo más allá de estas buenas prácticas, darán lugar a una contrapartida financiera.
Por ejemplo:
- Las siegas de mantenimiento, con la venta de la materia orgánica conseguida;
- El control de la proliferación de malas hierbas;
- Pastoreo de ovinos / bovinos;
- El mantenimiento o la creación de estanques;
- Limpieza de zanjas;
- El mantenimiento o la creación de setos;

etc.
Las Cartas Natura 2000 son un nuevo contrato puesto en vigor por el Gobierno francés, progresivamente desde el 2005. Son específicas para cada sitio y se describen en el documento de los objetivos, la Carta de Natura 2000 puede ser considerada como un Contrato Natura 2000 simplificado: se describen las buenas prácticas agroambientales que los propietarios de tierras en los espacios Natura 2000 pueden suscribir, sin demasiado esfuerzo. Este compromiso, sin embargo, permite estar exento del impuesto sobre terrenos no construidos. El signatario de la «Carta» puede serlo por cinco o diez años, independientemente o además de serlo de un «contrato de Natura 2000».
La red Natura 2000 francesa, se ha desarrollado con lentitud, a menudo debido a las controversia y a la mala acogida que ha tenido lo que se considera como una confiscación de tierras. Asimismo, el Tribunal Europeo de Justicia de las Comunidades Europeas ha sancionado a Francia tres veces, a pesar de importantes avances, por el retraso en el establecimiento de Natura 2000.
Tras estas sanciones, las relaciones entre Francia y la Comisión Europea se volvieron más difíciles cuando se envió en 2004 al Estado francés un anuncio y, a continuación, se envió un dictamen pidiendo que se completara rápidamente la red de sitios. Este aviso fue acompañado de amenazas de sanciones, incluida la suspensión de los fondos estructurales europeos de las regiones que no cumpliesen con la Directiva de Hábitats.
Para cumplir con sus compromisos y evitar esta condena, en 2006, Francia envió a la Comisión Europea más de 400 casos, lo que resultó en un aumento de la superficie de red de un + 14% en virtud de la Directiva de Hábitats, la fauna, la flora y + 167% en virtud de la Directiva de Aves. Este esfuerzo permitió a Francia presentar, el 30 de abril de 2006, un planteamiento más coherente en términos de protección de la biodiversidad de su territorio.
Según el artículo 17 de la Directiva de Hábitats, que impone una evaluación periódica del estado de conservación de hábitats y especies, por dominio biogeográfico, se llevó a cabo una primera evaluación de la red de sitios de Francia para el período de 1995 - 2006, por diversos expertos reunidos por el MEDAD y el MNHN. Estos datos preliminares presentados en octubre de 2007 cubrieron 132 hábitats y 290 especies. Un resumen de este trabajo publicado por Francia Naturaleza Medio Ambiente muestra que incluso en la red Natura 2000, un gran número de hábitats y especies se encontraban en mal estado de conservación: el 53% de los hábitats Natura 2000 designadas se encontraban en un estado de conservación "desfavorable o malo", así como el 43% de las 199 especies de fauna seguidas y el 43% de las 91 especies de la flora patrimonial seguidas. Debe hacerse, sin embargo, un análisis más detallado de esta evaluación pues no todos los grupos de especies están en mal estado de conservación, (los mamíferos se encuentran en buen estado, a diferencia de los anfibios, por ejemplo).

### Otros Estados miembros

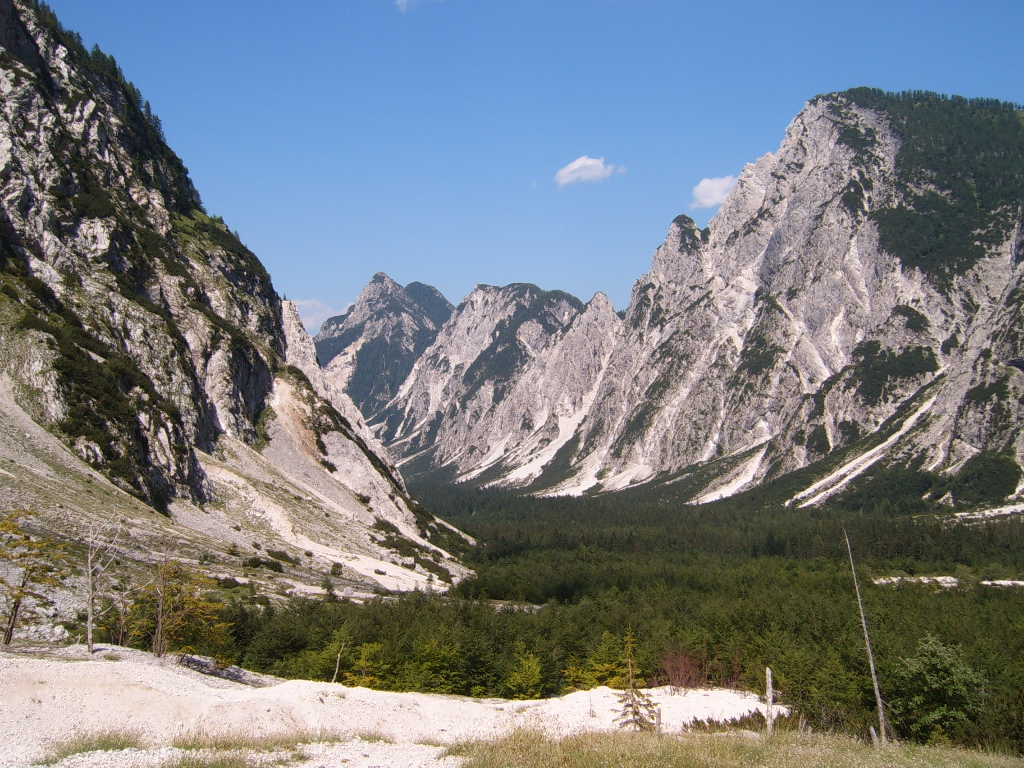
Los nuevos Estados miembros de la Unión Europea también tienen tesoros de la naturaleza (en este caso, el valle de Planica en el Parque nacional del Triglav (Eslovenia).

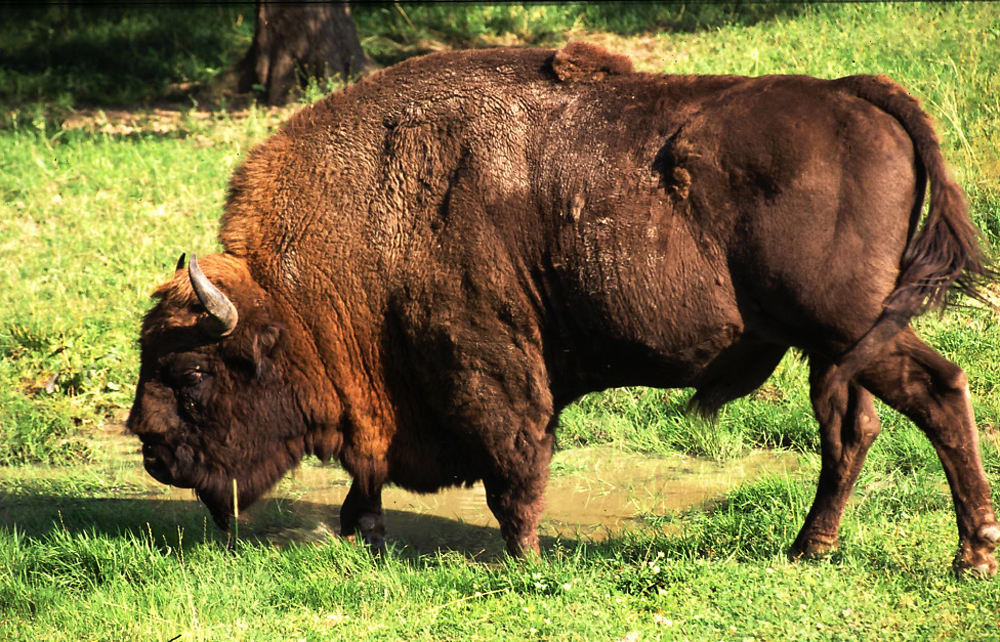
Con la ampliación de la Unión Europea, el bisonte europeo es ahora parte del patrimonio natural europeo para la protección.

La entrada en la Unión Europea de los nuevos Estados miembros (los diez nuevos estados en 2004, más Bulgaria y Rumania en 2007), ha causado la necesaria actualización de los hábitats naturales y especies animales y vegetales que podrían beneficiarse de la inclusión en Natura 2000. De hecho, los nuevos miembros de Europa oriental todavía contienen especies y hábitats naturales que en Europa occidental, se ven reducidos a pequeñas zonas o han desaparecido.
Esta actualización consiste principalmente en actualizar los anexos de las directivas. En la Directiva de Hábitats, los nuevos hábitats figuran en el anexo I (hábitats considerados de "interés", como los bosques calcícolas de pinos silvestres de los Cárpatos occidentales, los bosques de Cedrus brevifolia , etc. Nuevas especies animales y vegetales han sido incluidas en la directiva y su situación ha cambiado, como el bisonte europeo, la tortuga verde Chelonia mydas, el murciélago Rousettus aegyptiacus, la Proteus anguinus, varias especies de escarabajos y mariposas como los licénidos), pero también muchas especies de plantas.
Nuevas especies de aves también se han incluido en los anexos de la Directiva de Aves, o sus estatus han cambiado, como el halcón sacre (Falco cherrug), el chorlitejo patinegro (Charadrius alexandrinus), la gaviota pintada (Larus minutus), etc.
En lo que respecta a los grandes carnívoros, por ejemplo, han sido solicitadas exenciones por los nuevos Estados miembros, debido a la gran población que hay en algunos países. En Rumanía por ejemplo, en 2005 se han contabilizado casi 6.900 osos pardos en su territorio, en las montañas de los Cárpatos. En Lituania, los lobos siguen siendo cazados como trofeo. El país ha obtenido de este modo una derogación geográfica de los anexos II y IV de la Directiva sobre hábitats, lo que le permite no señalar nuevas zonas especiales para la conservación del lobo, (al menos, mientras el estado de conservación de las poblaciones lituanas siga siendo buena).

## El día de la Red Natura 2000
A pesar de su extensión e importancia, la Red Natura 2000 es poco conocida por los europeos; sólo el 11% de los ciudadanos de la UE sabían lo que era en 2013. SEO/BirdLife y EFEverde iniciaron un proyecto LIFE+ para mejorar el conocimiento de esta red.
En 2013, se celebró el primer día de la Red Natura 2000 para impulsar el conocimiento de los ciudadanos sobre la importancia de esta red de espacios naturales en su vida. Desde entonces, cada 21 de mayo y las semanas anteriores, se realizan acciones de sensibilización a lo ancho de toda la Unión Europea. En 2014 19 países secundaron esta iniciativa.
La celebración del III día europeo de la Red Natura 2000 el 21 de mayo de 2015 fue celebrada en Bruselas con la entrega del I Premio Ciudadanía Europea a los impulsores del #Natura2000day, distinción que fue recogida por el director de EFEverde y EFEfuturo, Arturo Larena y la directora ejecutiva de SEO/Birdlife, Asunción Ruiz, de manos del comisario de medio ambiente, Karmenu Vella.

## La polémica en torno a Natura 2000
La Directiva de Hábitats y la red Natura 2000, fueron recibidos con fuertes críticas por parte de muchas personas o grupos de presión en varios de los Estados miembros de la Unión Europea.[cita requerida] La desconfianza, incluso el rechazo de las políticas europeas por parte de ciertos sectores, sobre todo en aspectos "sensibles" de la conservación de la naturaleza, tales como la reintroducción de los grandes carnívoros de Europa: oso pardo, lobo, lince.[cita requerida]
En Francia, se necesitó un largo y acalorado debate antes de que los prefectos y el Ministerio de Medio Ambiente y Agricultura establecieran la red Natura 2000, demostrando que la red Natura 2000 no era un adorno o una confiscación de tierras,[cita requerida] sino una oportunidad para trabajar juntos y de manera positiva en el desarrollo sostenible de los espacios naturales de la Comunidad.[cita requerida] Más de diez años después de su aprobación, es evidente, que en los Estados miembros, como en Francia, la red Natura 2000 aún plantea muchos interrogantes, plantea serias dudas, o posiciones de rechazo de los actores y dirigentes, aunque la dinámica de la aplicación es evidente.[cita requerida]
Igualmente, en España, la protección real de los espacios Red Natura está en entredicho. Sin embargo son muchas las voces que destacan los logros derivados de esta figura de protección que, en 2017, cumplirá un cuarto de siglo. Tras el referéndum del Brexit en Gran Brataña (donde la red representa el 8% de su territorio) ha aumentado el número de defensores de la red, que aúna una de la mayores riquezas de la Unión Europea.